# Rudolf Kruse

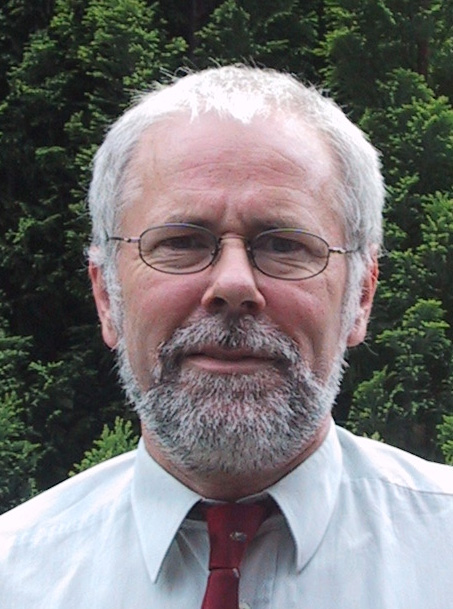
Rudolf Kruse (2008)

Rudolf Kruse (* 12. September 1952 in Rotenburg/Wümme) ist ein deutscher Informatiker und Mathematiker.

## Ausbildung und Beruf
Rudolf Kruse erhielt sein Diplom in Mathematik 1979 von der Technischen Universität Braunschweig und promovierte dort 1980. Nach seiner Habilitation im Jahre 1984 war er zwei Jahre als hauptamtlicher Mitarbeiter für die Fraunhofer-Gesellschaft tätig. Im Jahre 1986 nahm er einen Ruf als Professor für Informatik der TU Braunschweig an. Von 1996 bis  2017 war er Professor für Informatik an der Otto-von-Guericke-Universität Magdeburg.

## Forschungsarbeiten
Rudolf Kruse hielt den Lehrstuhl für Computational Intelligence an der Fakultät für Informatik der Otto-von-Guericke Universität Magdeburg. Zu seinen Forschungsschwerpunkten zählen Data Sciences und Intelligente Systeme.  Er ist Autor und Koautor von mehr als 40 Büchern und 450 referierten Aufsätzen. Die von seiner Forschungsgruppe entwickelten Methoden wurden in vielen industriellen Projekten genutzt.
Er ist Fellow des Institute of Electrical and Electronics Engineers, Fellow der International Fuzzy Systems Association und Fellow der European Association for Artificial Intelligence.